# Jácinta
Jácinta est un prénom hongrois féminin.

## Étymologie
Hyacintha est un prénom féminin d'origine grecque, dérivé de la forme féminine du nom masculin Hyacinthus.
Jácinta est la version hongroise de Hyacinta, l'homologue féminin du prénom masculin Jácint.

## Personnalités portant ce prénom
- Pour l'ensemble des articles sur les personnes portant ce prénom, consulter :
  - la liste des articles dont le titre commence par ce prénom
  - les listes produites par Wikidata : Liste des personnes de prénom « Jacinta » — même liste en incluant les éventuels prénoms composés qui contiennent « Jacinta ».